# Isola di Koljučin
L'isola di Koljučin, in russo Колючин?, in inglese Kolyuchin Island, è una piccola isola che si trova nel Mare dei Čukči. Situata a soli 11 chilometri dalla penisola dei Čukči, l'isola misura una lunghezza di appena 4,5 chilometri ed una larghezza che non supera gli 1,5 chilometri. L'isola è prevalentemente ricoperta dalla tipica vegetazione della tundra. Sull'isola si trovava un piccolo villaggio abitato da Čukči noto con il nome di Koljučino.

## Isole adiacenti
Isole Serych Gusej, circa 22 km a sud, nella baia Koljučinskaja.